# しらかわ由理
しらかわ由理(しらかわゆり）は日本のバーチャルYouTuber、声優。企業などの支援を受けずにフリーで活動するいわゆる「個人勢」。姉妹ユニット「ゆりゆりランド」の妹分。

## 人物
ASMRを布教するために地球に上陸した、音の民。「あねさま」ことくろかわ由理のお付き系Vtuberとして2018年9月20日にデビュー。
100万円のマイクや専用のスタジオを所持し、複数の2Dモデルとフルスクラッチ3Dモデルも自前で用意して活動に投入している。親しみやすい会話が特徴で音関係特化型ではあるが、特に朗読やナレーションが得意。作詞や校閲もおこなう。
ファンの名称は「ゆりみん」。2021年にはその「ゆりみん」が企画して新Live2Dモデル(通称ファンモデル)が贈られている。
オリジナル曲も複数曲発表している。2022年1月にはオリジナル曲「刹那」と同時に、音楽レーベル「Lilly Production」のYoutubeチャンネル開設を発表。
2022年9月20日に「あねさま」ことくろかわ由理をゲストに迎え、新衣装3Dお披露目＆アニバーサリーライブを実施した。
2022年6月頃著作権侵害で炎上
https://note.com/vast_tern524/n/ne11fada6fd2b

## 出演
2019年
- 池袋にてアドチャリイベント実施[4]。
- コンプティーク2019年12月号掲載[5]。
- ラジオ「IRIAMバーチャルラジオ営業所」CMナレーション(AM1422kHz　ラジオ日本)。

2020年
- TOKYO MX『マシェバラ』テレビ出演[6]。

2021年
- どこでもキャッチャーと噂の缶詰BAR「mr.kanso」のコラボフェア「どこでも缶詰グルメフェア」に参加[7]。
- 名古屋PARCOにて6月21日まで開催の「ナゴヤVTuber展」に等身大パネル展示[8]。
- どこでもキャッチャーと激辛グルメ祭り実行委員会、ガーリック＆チーズパラダイスとのコラボ企画「【好きなのどっち？】激辛vsガリチーバトル！」に参加[9]。
- Vtu”Bar”~Sapporo ROG-INN Vtuber~Vol.38 DAY1に参加[10]。
- ぶいとき！VOL.4 〜VTuber ときめき フェスティバル〜 出演[11]。
- WAR of Zodiac（スマートフォン向けゲームアプリ）のゲーム内カードとして登場[12]。

2022年
- JOYSOUNDにてオリジナル曲「秘密-himitsu-」配信[13]。
- ときめきVRとデジリアトレカがコラボした広告演出オーディションにおいてデジタルトレーディングカードが実装[14]。
- VTuber競輪プロジェクトの「VTuber Girl's けいりん予想バトル！」に参加(3月6日)[15]。
- 3月31日、4月3日、FMかほく ラジオパーソナリティー（石川県かほく市 、78.7MHz）。
- 4月29日から1ヵ月、アニソンカフェSTARS池袋にてポスター掲載[16]。
- 5月10日に16時間超えのASMR作品「おひざでぐーっすり16時間絶対安眠ASMR」を発売。
- デジリアトレカの駅広告オーディションにおいてデジタルトレーディングカードが実装[17]。
- 8月1日から1ヵ月、アニソンカフェ「すた～ず」にて『夏もすた～ずでVTuber発掘』に参加。[18]。
- 9月20日から「欧州酒場サケトメシト」にて「推酒コラボ」を実施。
- 9月22日からレンタル模型製作スペース店「明神下くるーむFACTORY」にてデジタルサイネージ広告に掲載。
- 今後、発注したインディーズゲーム「音浄め」を発表する予定であるらしい。

## ディスコグラフィ

### ゆりゆりランド　(現：しろといっしょ - ASMR -)
| MV公開日      | タイトル      | 作詞         | 作曲             | MIX          | 歌           | 絵         | 動画                               |
| ------------- | ------------- | ------------ | ---------------- | ------------ | ------------ | ---------- | ---------------------------------- |
| 2019年8月8日  | 泡沫なる人    | くろかわ由理 | しんさんワークス | おわりちゃん | しらかわ由理 | たっけい   | 骨付きくぁるび                     |
| 2021年7月25日 | 秘密-himitsu- | しらかわ由理 | T-mit            | 音波奏       | しらかわ由理 | 錫凪せいや | 長谷川ケイ壱（きゃすたぁわいるど） |

### Lilly Production
| MV公開日      | タイトル    | 作詞         | 作曲       | MIX                     | 歌           | 絵                 | 動画 |
| ------------- | ----------- | ------------ | ---------- | ----------------------- | ------------ | ------------------ | ---- |
| 2022年1月31日 | 刹那        | しらかわ由理 | T-mit      | 音峰ゆう                | しらかわ由理 | クッキー・ガロ     | ilon |
| 2022年4月29日 | Sweet Voice | しらかわ由理 | 芝多たいち | 音峰ゆう/小茶野まっちゃ | しらかわ由理 | ラビットモンスター | ilon |
| 2022年9月20日 | 赤い夜      | しらかわ由理 | T-mit      | へろみゅう              | しらかわ由理 | 朱ひゐろ           | ilon |